# Salina (comune)
Salina è stato un comune italiano della provincia di Messina dal 1867 al 1909.

## Storia
Nel 1867 l'isola di Salina, essendo l'unica delle Eolie (oltre a Lipari) a essere densamente popolata, venne ordinata a comune autonomo, staccandosi da quello di Lipari, che rimase sulle altre sei isole. Venne così creato il comune di Salina, con capoluogo a Santa Marina. Gli altri paesi dell'isola però mal sopportavano di dover dipendere dal capoluogo per ogni necessità amministrativa, sicché nel 1909 si arrivò alla separazione nei tre comuni di Santa Marina Salina, Malfa e Leni.
Abitanti censiti